# Пожерень
Пожерень (рум. Pojăreni) — село в Яловенському районі Молдови. Утворює окрему комуну.